# Горња Борина
Горња Борина је насељено место града Лознице у Мачванском округу. Према попису из 2022. било је 95 становника.

## Демографија
У насељу Горња Борина живи 164 пунолетна становника, а просечна старост становништва износи 45,6 година (42,3 код мушкараца и 48,6 код жена). У насељу има 74 домаћинства, а просечан број чланова по домаћинству је 2,54.
Ово насеље је великим делом насељено Србима (према попису из 2002. године), а у последња три пописа, примећен је пад у броју становника.
|  |

| Демографија | Демографија | Демографија |
| Година      | Становника  | Становника  |
| ----------- | ----------- | ----------- |
| 1948.       | 339         |             |
| 1953.       | 373         |             |
| 1961.       | 406         |             |
| 1971.       | 392         |             |
| 1981.       | 310         |             |
| 1991.       | 231         | 226         |
| 2002.       | 188         | 193         |
| 2011.       | 140         |             |
| 2022.       | 95          |             |

| Етнички састав према попису из 2002.‍ | Етнички састав према попису из 2002.‍ | Етнички састав према попису из 2002.‍ | Етнички састав према попису из 2002.‍ | Етнички састав према попису из 2002.‍ |
| ------------------------------------ | ------------------------------------ | ------------------------------------ | ------------------------------------ | ------------------------------------ |
|                                      |                                      |                                      |                                      |                                      |
| Срби                                 | Срби                                 |                                      | 184                                  | 97,87%                               |
| непознато                            | непознато                            |                                      | 3                                    | 1,59%                                |

| Година пописа     | 1948. | 1953. | 1961. | 1971. | 1981. | 1991. | 2002. |
| ----------------- | ----- | ----- | ----- | ----- | ----- | ----- | ----- |
| Број домаћинстава | 49    | 54    | 79    | 95    | 87    | 79    | 74    |

| Број чланова      | 1  | 2  | 3  | 4 | 5 | 6 | 7 | 8 | 9 | 10 и више | Просек |
| ----------------- | -- | -- | -- | - | - | - | - | - | - | --------- | ------ |
| Број домаћинстава | 22 | 22 | 12 | 8 | 6 | 4 | 0 | 0 | 0 | 0         | 2,54   |

| Пол    | Укупно | Неожењен/Неудата | Ожењен/Удата | Удовац/Удовица | Разведен/Разведена | Непознато |
| ------ | ------ | ---------------- | ------------ | -------------- | ------------------ | --------- |
| Мушки  | 81     | 36               | 41           | 3              | 1                  | 0         |
| Женски | 90     | 16               | 38           | 35             | 1                  | 0         |
| УКУПНО | 171    | 52               | 79           | 38             | 2                  | 0         |

| Пол    | Укупно                    | Пољопривреда, лов и шумарство | Рибарство                            | Вађење руде и камена | Прерађивачка индустрија       |
| ------ | ------------------------- | ----------------------------- | ------------------------------------ | -------------------- | ----------------------------- |
| Мушки  | 37                        | 7                             | 0                                    | 15                   | 4                             |
| Женски | 11                        | 3                             | 0                                    | 1                    | 3                             |
| УКУПНО | 48                        | 10                            | 0                                    | 16                   | 7                             |
| Пол    | Производња и снабдевање   | Грађевинарство                | Трговина                             | Хотели и ресторани   | Саобраћај, складиштење и везе |
| Мушки  | 2                         | 1                             | 1                                    | 0                    | 2                             |
| Женски | 0                         | 0                             | 1                                    | 1                    | 1                             |
| УКУПНО | 2                         | 1                             | 2                                    | 1                    | 3                             |
| Пол    | Финансијско посредовање   | Некретнине                    | Државна управа и одбрана             | Образовање           | Здравствени и социјални рад   |
| Мушки  | 0                         | 0                             | 4                                    | 0                    | 0                             |
| Женски | 0                         | 0                             | 0                                    | 1                    | 0                             |
| УКУПНО | 0                         | 0                             | 4                                    | 1                    | 0                             |
| Пол    | Остале услужне активности | Приватна домаћинства          | Екстериторијалне организације и тела | Непознато            | Непознато                     |
| Мушки  | 0                         | 0                             | 0                                    | 1                    | 1                             |
| Женски | 0                         | 0                             | 0                                    | 0                    | 0                             |
| УКУПНО | 0                         | 0                             | 0                                    | 1                    | 1                             |